# Thanhouser Film Corporation
La Thanhouser Company che, in seguito, prese il nome di Thanhouser Film Corporation, fu uno dei primi studi cinematografici, fondato nel 1909 da Edwin Thanhouser insieme a sua moglie Gertrude Thanhouser e a suo cognato Lloyd Lonergan.

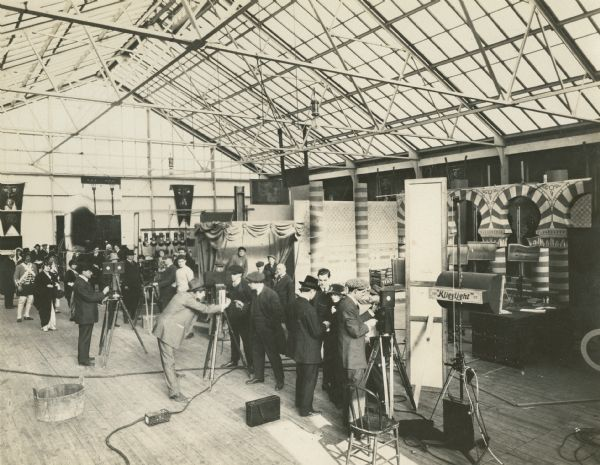
Gli studi nel 1914

## Chiusura dell'azienda
Il 1917 fu un momento difficile per l'industria cinematografica, con licenziamenti, chiusure di sale, diminuzione dei film prodotti. Edwin Thanhouser comperò alcuni terreni a Long Island dove progettava di costruire la casa dei suoi sogni. Gradualmente, abbandonò la Thanhouser che chiuse i battenti alla fine dell'estate di quell'anno senza però subire alcuna perdita finanziaria. Un grave colpo per la casa di produzione era stato l'incidente automobilistico accaduto in agosto a Florence La Badie, la star della compagnia. L'attrice rimase gravemente ferita, morendo due mesi dopo, nell'ottobre 1917. Prima di subire contraccolpi troppo duri, Thanhouser si ritirò. La situazione economica era ancora in attivo e gli studios vennero affittati alla Clara Kimball Young Film Corporation. La compagnia semplicemente cessò di esistere, lasciando in eredità oltre un migliaio di pellicole.

## Galleria di attrici della Thanhouser

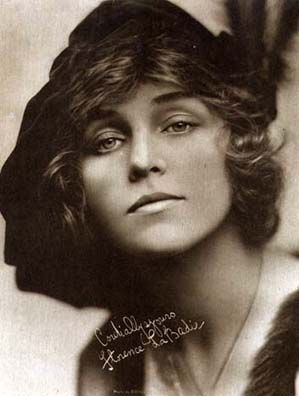
Florence La Badie
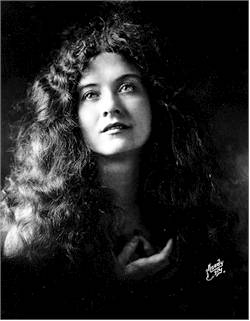
Maude Fealy
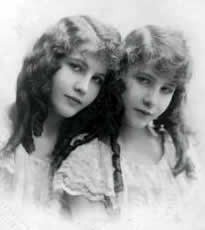
Le gemelle Fairbanks
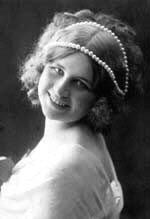
Valda Valkyrien